# Everybody Loves a Happy Ending
Albums de Tears for Fears
Shout: The Very Best of Tears for Fears
(2001) Secret World
(2006)
Singles
1. Closest Thing to Heaven
Sortie : 21 février 2005
2. Everybody Loves a Happy Ending / Call Me Mellow
Sortie : 2005
3. Secret World
Sortie : 2006 (uniquement en France)

Everybody Loves a Happy Ending est le sixième album studio de Tears for Fears, sorti le 14 septembre 2004 aux États-Unis et le 7 mars 2005 en Europe.
Il marqua le retour de Curt Smith, qui avait quitté le groupe au début des années 1990, c'est aussi celui auquel il a le plus contribué au niveau de l'écriture.
L'album s'est classé 46e au Billboard 200 et au Top Internet Albums. Il est sorti neuf ans après le précédent album studio de Tears for Fears, Raoul and the Kings of Spain (1995).

## Parution
Le travail sur l'album a commencé en 2000, après qu'Orzabal et Smith aient mis fin à leur querelle de longue date. L'album devait initialement sortir en 2003 sur le label Arista, mais des changements de personnel dans la direction du label (à savoir le départ de L.A. Reid qui avait signé le duo) ont conduit le groupe à rompre les liens avec le label avant la sortie commerciale de toute musique, la maison de disques n'appuyant que sur un certain nombre de promotions de vinyle rouge. Comme Orzabal et Smith détiennent les droits d'auteur, ils ont quitté Arista sans avoir à réenregistrer l'album et ont conclu un certain nombre d'accords pour sortir le disque avec diverses maisons de disques indépendantes / patrimoniales à travers le monde. L'album a finalement refait surface aux États-Unis en 2004 lors de sa sortie sur le label New Door (une filiale du label Universal Music), et au Royaume-Uni en 2005 sur le label indépendant britannique Gut Records. En 2020, après qu'Orzabal et Smith ont signé avec la société de gestion Full Stop d'Irving et Jeff Azoff, l'album est apparu sur divers services de streaming dans le monde entier.
Selon les chiffres de SoundScan, l'album s'était vendu à 99 000 exemplaires aux États-Unis en janvier 2008.

## Accueil
Chez Metacritic, qui attribue une note normalisée sur 100 aux critiques traditionnels, l'album Everybody Loves a Happy Ending  a un score moyen de 65 basé sur 12 critiques, indiquant « des critiques généralement favorables ».

## Liste des titres
| No  | Titre                          | Auteur                                      | Durée |
| --- | ------------------------------ | ------------------------------------------- | ----- |
| 1.  | Everybody Loves a Happy Ending | Roland Orzabal, Curt Smith, Charlton Pettus | 4:21  |
| 2.  | Closest Thing to Heaven        | Orzabal, Smith, Pettus                      | 3:36  |
| 3.  | Call Me Mellow                 | Orzabal, Smith, Pettus                      | 3:39  |
| 4.  | Size of Sorrow                 | Orzabal                                     | 4:43  |
| 5.  | Who Killed Tangerine?          | Orzabal, Smith, Pettus                      | 5:33  |
| 6.  | Quiet Ones                     | Orzabal                                     | 4:22  |
| 7.  | Who You Are                    | Smith, Pettus                               | 3:41  |
| 8.  | The Devil                      | Orzabal                                     | 3:30  |
| 9.  | Secret World                   | Orzabal                                     | 5:12  |
| 10. | Killing with Kindness          | Orzabal, Smith, Pettus                      | 5:25  |
| 11. | Ladybird                       | Orzabal, Smith, Pettus                      | 4:50  |
| 12. | Last Days on Earth             | Orzabal, Smith, Pettus                      | 5:41  |

| 13. | Pullin' a Cloud | Orzabal, Dorsey, Brian MacLeod         | 2:48 |
| 14. | Out of Control  | Orzabal, Smith, Alan Griffiths, Pettus | 5:08 |

## Personnel
- Roland Orzabal – guitares, claviers, chant, chœurs
- Curt Smith – basse, claviers, chœurs, chant ("Size of Sorrow", "Who You Are")
- Charlton Pettus – guitares, claviers
- Fred Eltringham – batterie

## Musiciens additionnels
- Kenny Siegal – guitare ("Size of Sorrow"), chœurs ("Who Killed Tangerine?")
- Brian Geltner – batterie ("Size of Sorrow")
- Rick Baptist – trompette ("Everybody Loves a Happy Ending")
- Gwen Snyder – chœurs ("Who Killed Tangerine?")
- Alexander Giglio – chœurs ("Who Killed Tangerine?")
- Julian Orzabal – chœurs de la foule ("Who Killed Tangerine?")
- Laura Gray – chœurs de la foule ("Who Killed Tangerine?")
- Paul Buckmaster – arrangements et direction de l'orchestre ("Secret World")
- Bob Becker – alto ("Secret World")
- Denyse Buffman – alto ("Secret World")
- Roland Kato – alto ("Secret World")
- Carole Mukogawa – alto ("Secret World")
- Karie Prescott – alto ("Secret World")
- Evan Wilson – alto ("Secret World")
- Charlie Bisharat – violon ("Secret World")
- Eve Butler – violon ("Secret World")
- Mario de Leon – violon ("Secret World")
- Joel Derouin – violon ("Secret World")
- Armen Garabedian – violon ("Secret World")
- Berj Garabedian – violon ("Secret World")
- Julian Hallmark – violon ("Secret World")
- Norm Hughes – violon ("Secret World")
- Peter Kent – violon ("Secret World")
- Michael Markman – violon ("Secret World")
- Robert Matsuda – violon ("Secret World")
- Sid Page – violon ("Secret World")
- Sandra Park – violon ("Secret World")
- Sara Parkins – violon ("Secret World")
- Bob Peterson – violon ("Secret World")
- Lesa Terry – violon ("Secret World")
- Josefina Veraga – violon ("Secret World")
- John Wittenberg – violon ("Secret World")
- Suzie Katayama – premier violoncelle ("Secret World")
- Stefanie Fife – violoncelle ("Secret World")
- Dan Smith – violoncelle ("Secret World")
- Rudy Stein – violoncelle ("Secret World")
- Miguel Martinez – violoncelle ("Secret World")
- Vahe Hayrikyan – violoncelle ("Secret World")
- Barry Gold – violoncelle ("Secret World")
- Joel Peskin – saxophone baryton, saxophone ténor ("Secret World")
- Gary Grant – trompette, flugelhorn ("Secret World")
- David Washburn – trompette, flugelhorn ("Secret World")
- Steve Kujala – flûte ("Secret World")
- Gayle Levant – harpe ("Secret World")